# Indavlsdepression
En generel forværring af en organismes egenskaber som følge af indavl kaldes indavlsdepression. I tamdyr observeres typisk en nedsat ydelse, nedsat evne til reproduktion, en nedsat livskraft og et forringet helbred. Indavlsdepression er en af flere grunde til, at man i dyre- og planteavl som oftest udfolder store bestræbelser for at undgå indavl.
Indavlsdepression observeres hyppigt i populationer, som er grundlagt af meget få individer. Dette fører til en reduceret mængde genetisk variation i den nye population. Denne reduktion betegnes grundlæggereffekten (efter engelsk: Founder effect). Grundlæggereffekten observeres hyppigt i forbindelse med kolonisation af isolerede områder.
Modsætningen er krydsningsfrodighed. Krydsningsfrodighed opstår som følge af ophævelse af indavl, når individer fra fjernt beslægtede populationer krydses med hinanden.
Indavlsdepression er et problem i forbindelse med frembringelsen af rene linjer. Her indavles populationen med forsæt, og indavlsdepression kommer derfor til udtryk. Hvis indavlen sker langsomt nok, kan skadelige alleler selekteres bort. Denne proces kaldes purging. I små populationer er der imidlertid en overhængende risiko for, at skadelige alleler fikseres i populationen som følge af genetisk drift.
Effekten af indavl er at forøge mængden af homozygoter på bekostning af heterozyogter.
Der er to hypoteser for, hvordan dette forårsager indavlsdepression:
- Indavl fører til, at recessive, skadelige alleler i øget grad kommer til udtryk.
- Indavl fører til, at forekomsten af gavnlige, heterozygoter reduceres.

De to hypoteser udelukker ikke hinanden. Der kendes talrige eksempler på recessivt skadeligt alleler. Der kendes på den anden side kun få eksempler på, at den heterozygote genotype har højere fitness end begge homozygoter. Eksemplerne omfatter vævstypeantigenerne i mange højere organismer og seglcelleanæmigenet i mennesker.